# Martin Hielscher
Martin Hielscher (* 1957 in Hamburg) ist ein deutscher Verlagslektor, Autor, Kritiker, Übersetzer und Honorarprofessor an der Otto-Friedrich-Universität Bamberg.

## Leben
Martin Hielscher studierte neuere deutsche Literaturwissenschaft und Philosophie an der Universität Hamburg und erhielt dort 1985 seinen Magisterabschluss. 1987 wurde er bei Karl Robert Mandelkow mit seiner Dissertation über Zitierte Moderne. Poetische Erfahrung und Reflexion in Wolfgang Koeppens Nachkriegsromanen und in Jugend promoviert.
Von 1985 bis 1991 arbeitete Hielscher als Lehrbeauftragter, Übersetzer, Redakteur, Literaturkritiker und Autor. Von
1992 bis 1993 war er beim Luchterhand Literaturverlag als Lektor für deutschsprachige und ausländische Literatur verantwortlich. Beim Kiepenheuer & Witsch Verlag war er zwischen 1994 und 2001 verantwortlicher Lektor für deutschsprachige Literatur. Seit 2001 arbeitete er in München beim C. H. Beck Verlag, wo er das belletristische Programm aufgebaut hat und 22 Jahre lang das Literaturprogramm des Verlags leitete. Er hat zahlreiche renommierte Autorinnen und Autoren in den Verlag geholt und dort deren schriftstellerischen Werke betreut, unter anderem Christian Kracht, Ernst Augustin, Adolf Muschg, Sabine Gruber, Hans Pleschinski, Norbert Scheuer, Jonas Lüscher, Aravind Adiga, Anthony Doerr, Lily King, Monique Truong, Moritz Baßler. 
Zu seiner Verabschiedung als Leiter der Belletristik im C.H.Beck Verlag im Juli 2023 formulierte er den Impetus seiner Lektorentätigkeit in einem Interview im Feuilleton der Süddeutschen Zeitung: „Du mußt Literatur einfach lieben...Ich habe mein Lektorenleben lang gekämpft, weil sich anspruchsvolle Literatur immer legitimieren musste. Wenn man nicht einfach nur ein kommerzielles Programm macht, sondern ein ästhetisches Konzept hat, muß man damit umgehen können.“ Auf seiner Abschiedsfeier nannte er Ernst Augustin als seinen Lieblingsautor. Anfang September 2023 trat Susanne Krones seine Nachfolge an.
Hielscher war Gastprofessor an der Washington University in St. Louis im Jahr 1998 und am deutschen Literaturinstitut der Universität Leipzig 2001. Er lehrt als Dozent an der Ludwig-Maximilians-Universität München und seit 2007 als Honorarprofessor an der Otto-Friedrich-Universität Bamberg.
Er ist Mitglied im PEN-Zentrum Deutschland.

## Werke
- Uwe Timm. dtv, München 2007, ISBN 3-423-31081-2.
- Uwe Timm Lesebuch: Die Stimme beim Schreiben. dtv, München 2005, ISBN 3-423-13317-1.
- Die schöne Mutter der Kultur: unsere Grundlagen in der antiken Welt. DVA, Stuttgart 1997, ISBN 3-421-05069-4.
- Ytong: Eine Textsammlung. Edition 406, Hamburg 1996, ISBN 3-9803433-6-7.
- Wenn der Kater kommt: Neues Erzählen: 38 deutschsprachige Autorinnen und Autoren. Kiepenheuer & Witsch, Köln 1996, ISBN 3-462-02570-8.
- Fluchtort Mexiko. Ein Asylland für die Literatur. Luchterhand Literaturverlag, München 1995, ISBN 3-630-86796-0.
- Ponal: Eine Textsammlung. Edition 406, Hamburg 1993, ISBN 3-9803433-0-8.[7]
- Beckmann lernt schießen: Erzählung. Nautilus/Nemo Press, Hamburg 1988, ISBN 3-89401-145-9.
- Wolfgang Koeppen. Beck’sche Reihe. C.H.Beck, München 1988, ISBN 3-406-33156-4.
- Zerbrechen zu Heideggers Sprachgestus. Alber, Freiburg 1985.
- Zitierte Moderne: poetische Erfahrung und Reflexion in Wolfgang Koeppens Nachkriegsromanen und in Jugend. Carl Winter Universitätsverlag, Heidelberg 1988, ISBN 3-533-03989-7.